# 333 до н. е.

## Події
- Битва при Іссі
- під натиском армії Александра Македонського зникли Фінікія, завойована Кілікія
- Гордіїв вузол
- Антигон I Одноокий — сатрап (правитель) Фригії (Мала Азія).
- Похід Олександра Епірського до Південної Італії

## Померли
- Мемнон Родоський
- Харідем